# Mniotype
Mniotype är ett släkte av fjärilar som beskrevs av John G. Franclemont 1941. Mniotype ingår i familjen nattflyn, Noctuidae.

## Dottertaxa tillMniotype, i alfabetisk ordning[1][2]
- Mniotype adusta Esper, 1790, Brunt ängsfly
  - Mniotype adusta adjuncta Moore, 1881
  - Mniotype adusta moesta Staudinger, 1898
  - Mniotype adusta vicina Alphéraky, 1882
- Mniotype albostigmata Bethune-Baker, 1891
- Mniotype anilis Boisduval, 1840
  - Mniotype anilis sylvatica Bellier de la Chavignerie, 1861
- Mniotype aphanes Boursin, 1960
- Mniotype aulombardi Plante, 1994
- Mniotype bathensis Lutzau, 1901, Mörkbrämat ängsfly
- Mniotype cbgurungi Hreblay & Ronkay, 1998
- Mniotype chlorobesa Hreblay, Peregovits & Ronkay, 1999
- Mniotype clavata Hreblay & Ronkay, 1999
- Mniotype compitalis Draudt, 1909
- Mniotype csanadii Hreblay, Peregovits & Ronkay, 1999
- Mniotype cyanochlora Hreblay & Ronkay, 1998
- Mniotype deluccai Berio, 1976
- Mniotype ducta Grote, 1878
- Mniotype falcifera Hreblay & Ronkay, 1999
- Mniotype fratellum Pinker, 1965
- Mniotype fulva (Rothschild, 1914)
  - Mniotype fulva maribelae (Perez-Lopez & Morente-Benitez, 1996)
- Mniotype inthanoni Hreblay & Ronkay, 1999
- Mniotype johanna Staudinger, 1898
- Mniotype krisztina Hreblay & Ronkay, 1998
- Mniotype lama Staudinger, 1900
  - Mniotype lama dubiosa Bang-Haas, 1912
- Mniotype leucocyma Hampson, 1907
- Mniotype lugens Ronkay & Varga, 1990
- Mniotype melanodonta Hampson, 1906
- Mniotype mucronata Moore, 1882
- Mniotype occidentalis Fibiger, Ronkay, L., Yela & Zilli, 2010
- Mniotype olivascens Draudt, 1950
- Mniotype pallescens McDunnough, 1946
- Mniotype satura [Denis & Schiffermüller] , 1775, Brunviolett ängsfly
- Mniotype schumacheri Rebel, 1919
  - Mniotype schumacheri minor Pinker, 1968
  - Mniotype schumacheri obscurata Pinker & Bacallado, 1979
- Mniotype solieri (Boisduval, 1829), Umbraängsfly
- Mniotype sommeri Lefèbvre, 1836
- Mniotype spinosa (Chrétien, 1911)
- Mniotype tenera Smith, 1900
- Mniotype usurpatrix Rebel, 1917
  - Mniotype usurpatrix hariana Pinker
  - Mniotype usurpatrix insulicola Pinker, 1965
  - Mniotype usurpatrix matillana Pinker & Bacallado, 1975

## Bildgalleri

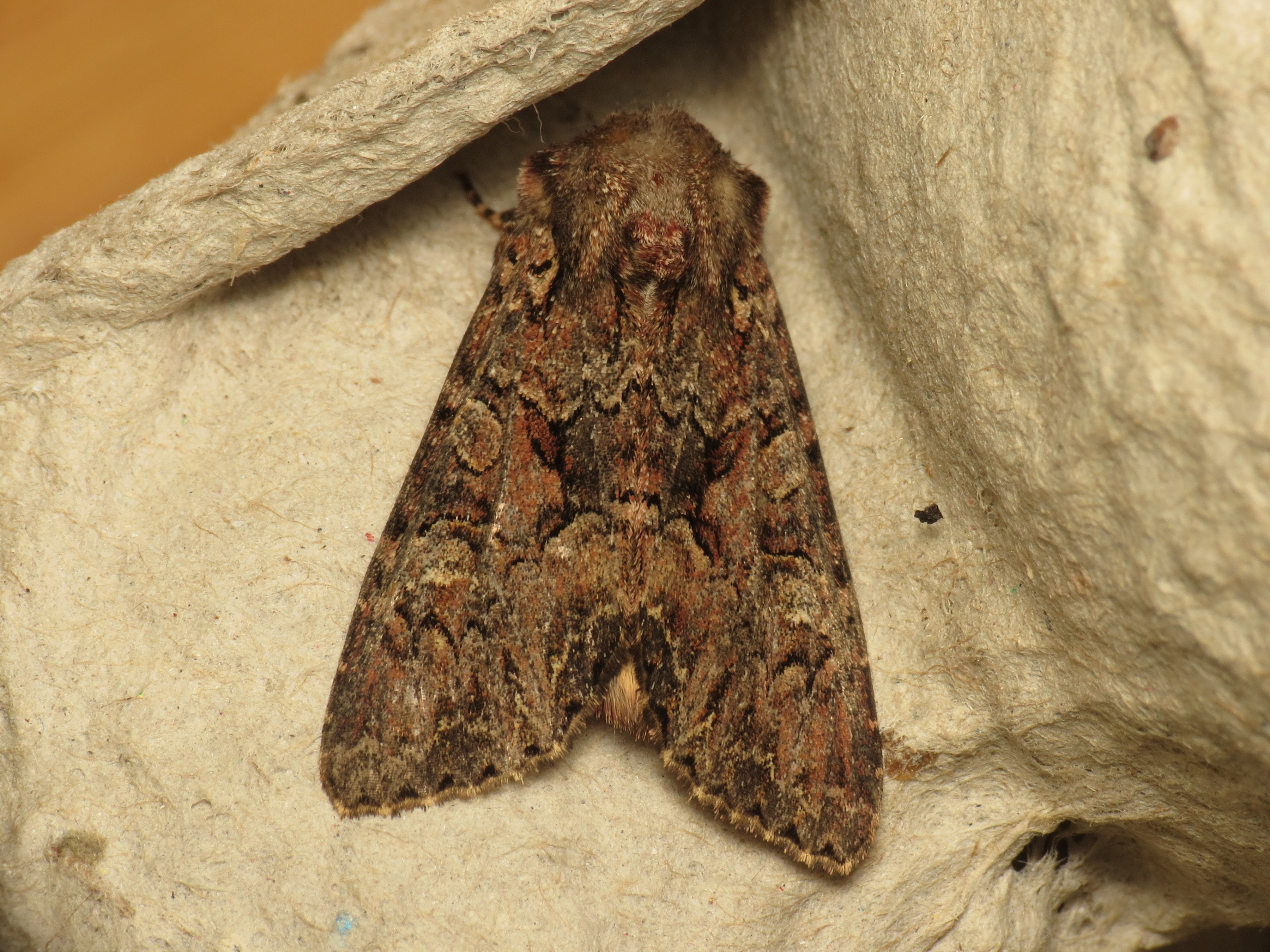
Brunt ängsfly, Mniotype adusta
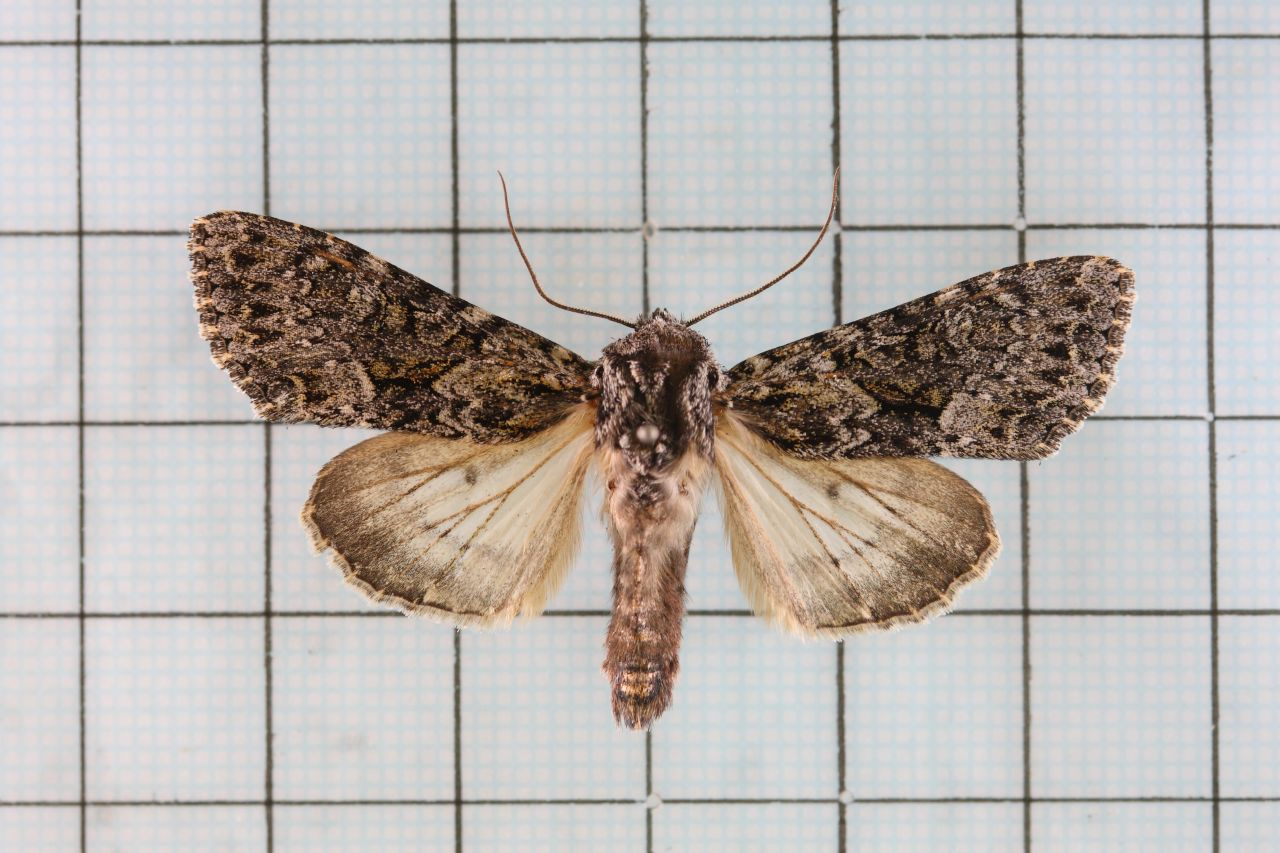
Mniotype aulombardi
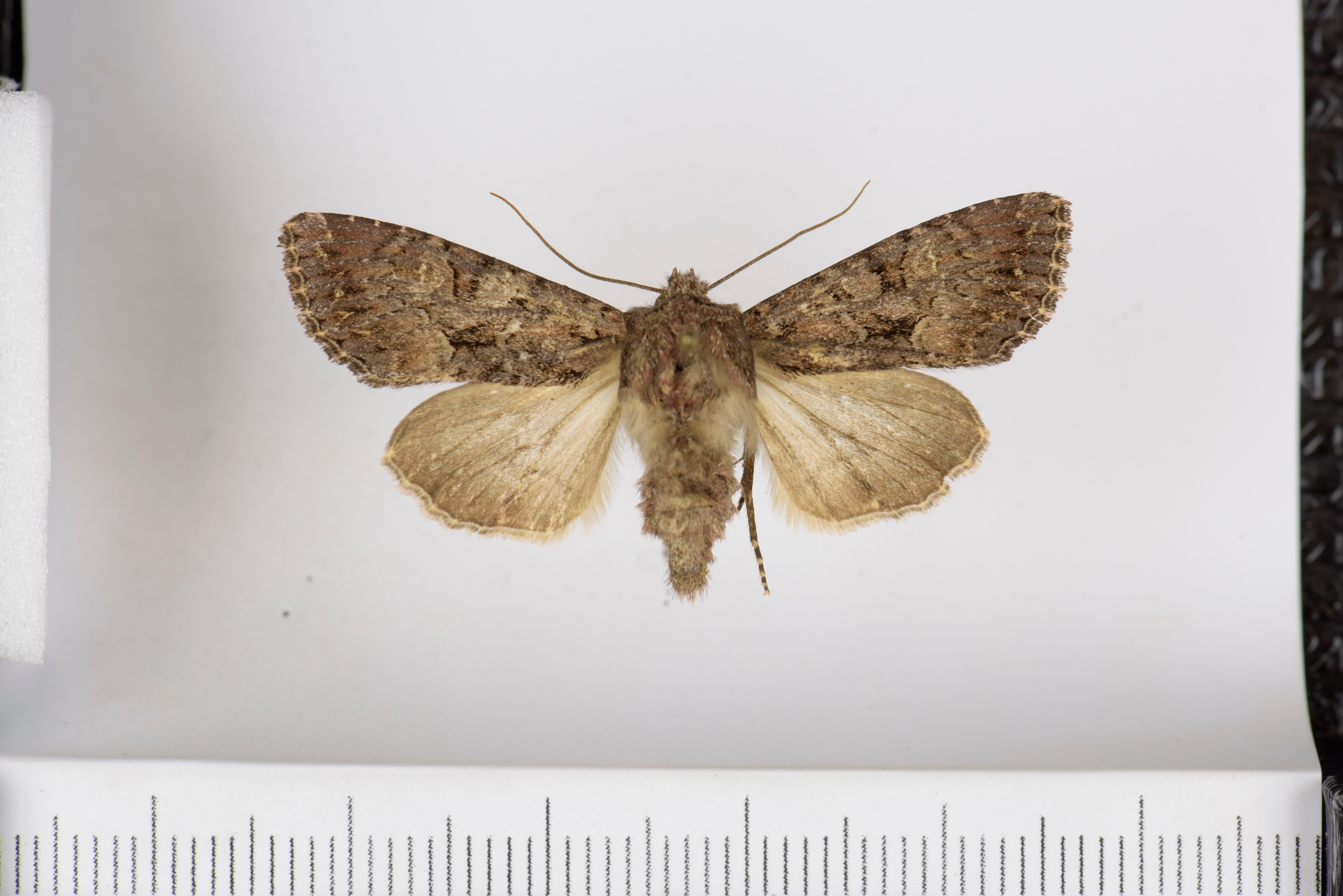
Mörkbrämat ängsfly, Mniotype bathensis
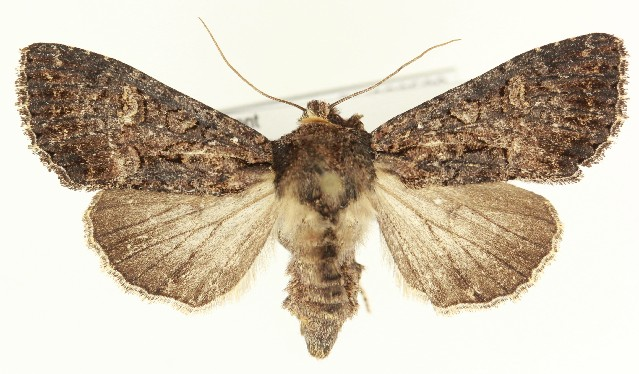
Mniotype ducta
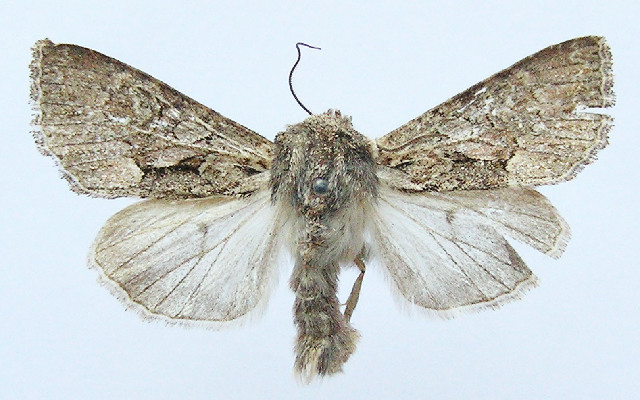
Mniotype lama
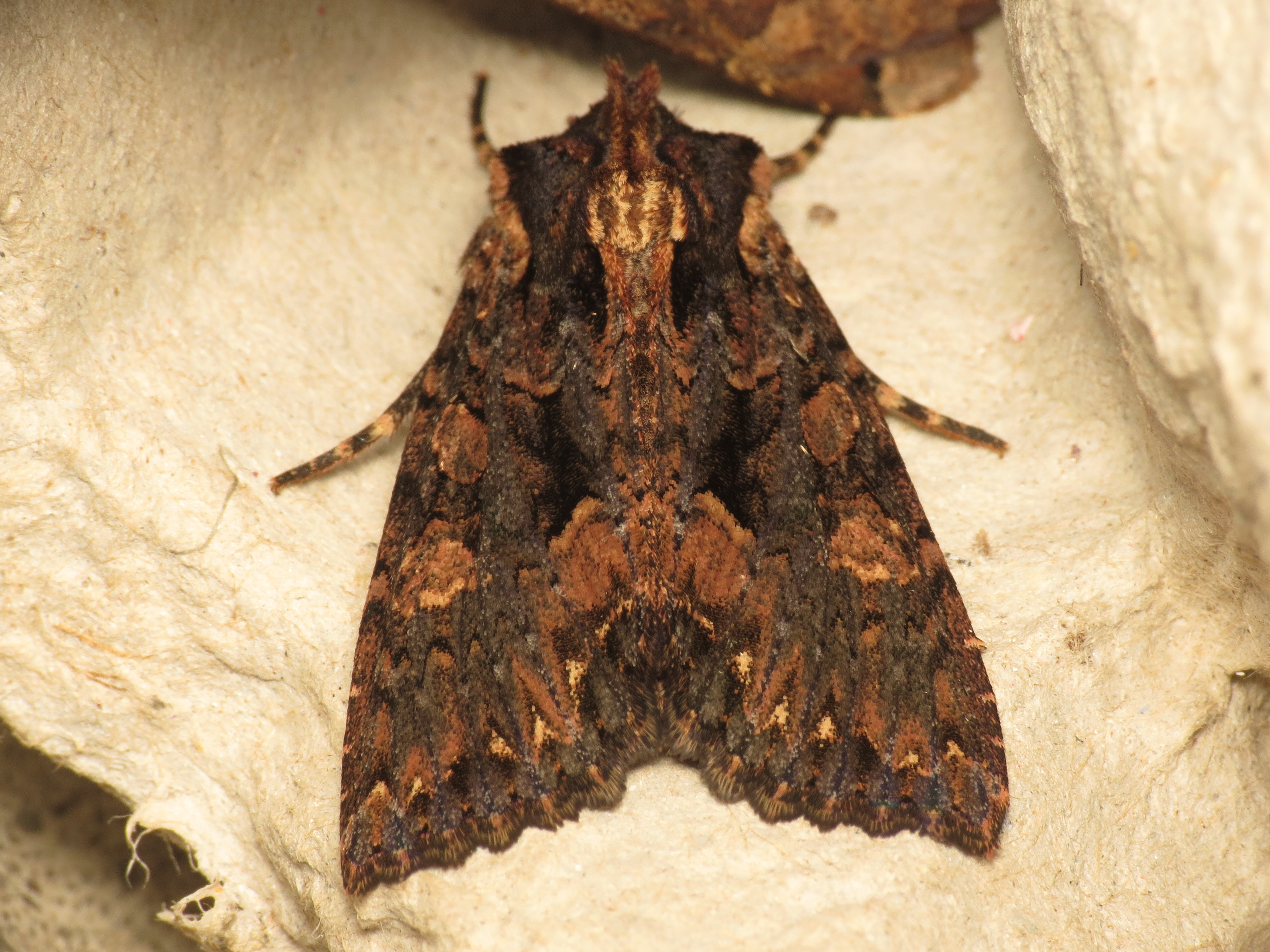
Brunviolett ängsfly, Mniotype satura
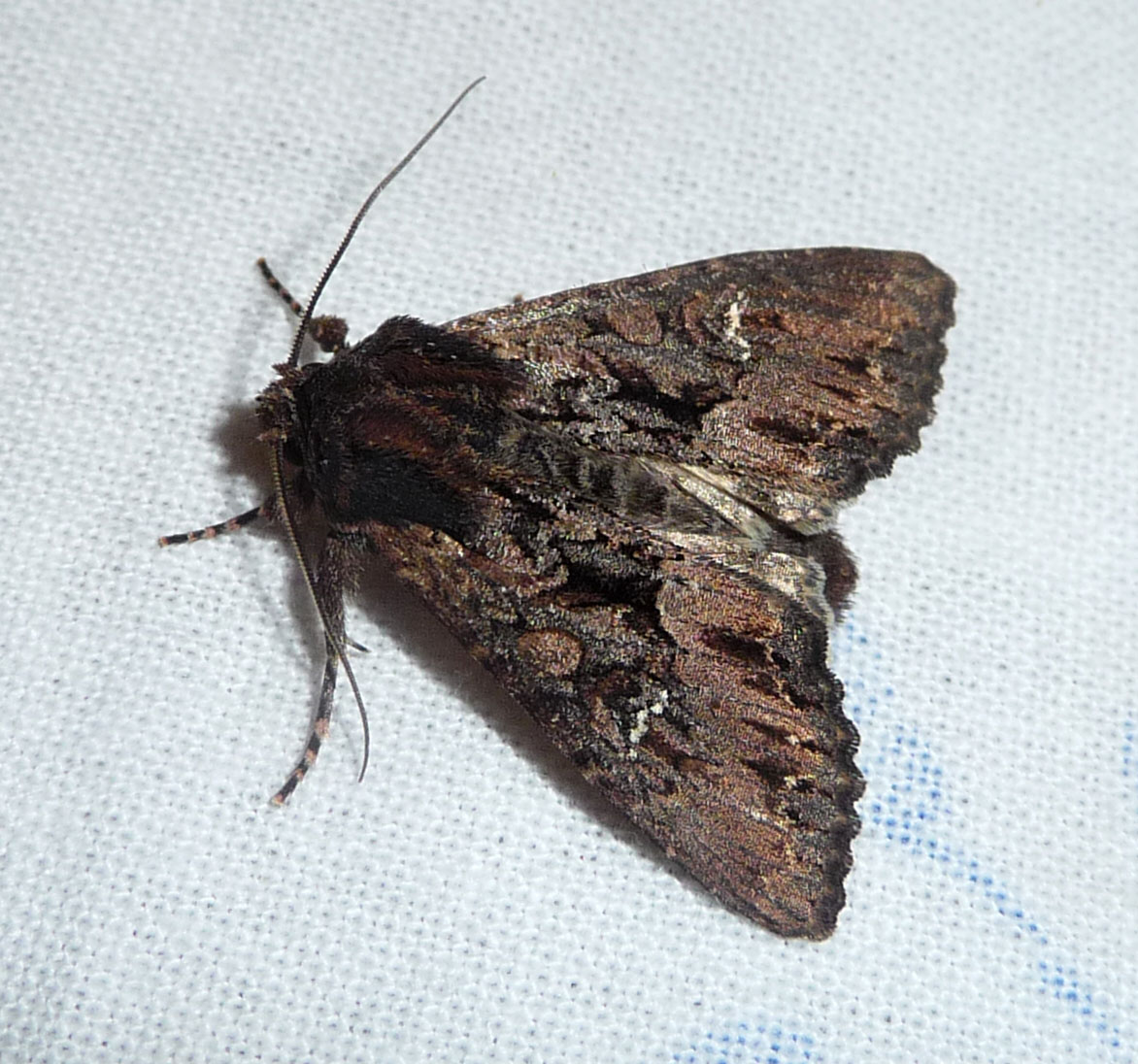
Umbraängsfly, Mniotype solieri
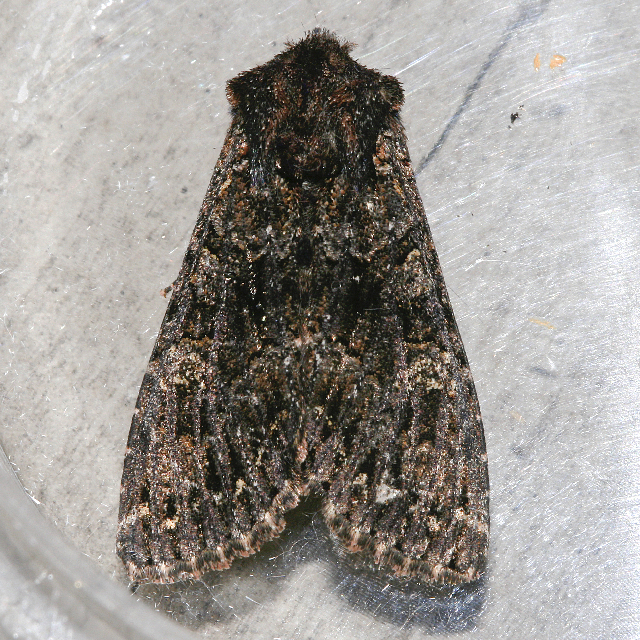
Mniotype tenera